# Cesny-aux-Vignes-Ouézy
Cesny-aux-Vignes-Ouézy est une ancienne commune française, située dans le département du Calvados et la région Normandie (en Basse-Normandie à l'époque de son existence).

## Toponymie
Cesny-aux-Vignes est attesté sous les formes Cirreni vers 1080, Cierneio vers 1090, Chesny en 1371.

Le déterminatif, Aux-Vignes, rappelle les vignobles bien connus qui occupaient le versant sud des hauteurs d'Argences et au vin d'Argences qui a eu une longue renommée.
Ouézy est attesté sous la forme Oisiacum en 1025.

## Histoire
Dans le cadre du plan Raymond Marcellin visant à réduire le nombre de communes, la commune est constituée par la fusion de Cesny-aux-Vignes et d'Ouézy, effective le 1er janvier 1972. Une des raisons était d'obtenir une augmentation des subventions d'État pour financer les travaux d'assainissement notamment pour l'usine La Biscuiterie normande situé à Mézidon.
Les élus de la commune associée d'Ouézy ont souhaité défusionner à la suite de plusieurs désaccords lors des votes des budgets communaux, souhait confirmé par la cour administrative d’appel de Nantes
Depuis le 1er janvier 2006, la fusion a été supprimée et les deux communes constituantes ont repris leur indépendance.

## Administration
| Période                                  | Période          | Identité         | Étiquette | Qualité |
| ---------------------------------------- | ---------------- | ---------------- | --------- | ------- |
| Les données manquantes sont à compléter. |                  |                  |           |         |
| mars 2001                                | 1er janvier 2006 | Jacques Bischoff |           |         |
| Les données manquantes sont à compléter. |                  |                  |           |         |

## Démographie
| 1975 | 1982 | 1990 | 1999 |
| ---- | ---- | ---- | ---- |
| 352  | 516  | 532  | 496  |